# Joey Zimmerman
Joseph Paul Zimmerman (* 10. Juni 1986 in Albuquerque, New Mexico) ist ein US-amerikanischer Film- und Theaterschauspieler. Im Jahr 2005 führte er im Film Dogg's Hamlet, Cahoot's MacBeth das erste Mal Regie.

## Leben
Als Kleinkind zog Zimmerman mit seiner Familie ins kalifornische San Diego. Bereits früh zeigte Zimmerman Schauspielambitionen, so dass er 1993 – im Alter von sechs Jahren – sein Debüt im Thriller Jack Reed – Unter Mordverdacht an der Seite von Brian Dennehy gab. Seinen Durchbruch erzielte er ein Jahr später, 1994, mit Mother's Boys als Filmsohn von Jamie Lee Curtis.
Durch diesen Auftritt auf ihn aufmerksam geworden, wurde Zimmerman für die Science-Fiction-Serie Earth 2 für die Rolle des Uly Adair gecastet, allerdings wurde die Serie nach nur 21 Episoden eingestellt. Kurzzeitig verkörperte Zimmerman auch den jungen MacDuff in der tournierenden Bühnenproduktion von „MacBeth“. Im Jahr 2004 stand er in einem Werbespot für GE Healthcare vor der Filmkamera. Er wurde insgesamt fünfmal für den Young Artist Award nominiert, für seine Darstellung in „Becker“ gewann er die Auszeichnung.

## Filmografie

### Fernsehserien
- 1994: Earth 2
- 1996: Bailey Kippers P.O.V. (Bailey Kipper's P.O.V.)
- 1997: Frasier
- 1998: Caroline in the City
- 1999: Felicity
- 2000: Practice – Die Anwälte (The Practice)
- 2000: Becker
- 2000: Eine himmlische Familie (7th Heaven)
- 2000/2002: Die wilden Siebziger (That '70s Show)
- 2003: Lizzie McGuire

### Spielfilme
- 1997: Das mörderische Klassenzimmer (Killing Mr. Griffin)
- 1998: Very Bad Things
- 1998: Halloween Town – Meine Oma ist ’ne Hexe
- 2001: Halloweentown II (Halloweentown II: Kalabar's Revenge)
- 2004: Halloweentown III: Halloweentown Highschool (Halloweentown High)
- 2006: Halloweentown 4 – Das Hexencollege (Return to Halloweentown)